# Corina Constantinescu
 Corina Constantinescu-Pavelescu (n. 16 noiembrie 1919, Nisporeni, Republica Moldova – d. 26 august 2008, București, România) a fost o actriță română.

## Biografie
Corina Constantinescu s-a născut în 1919, la Nisporeni, Regatul României. Corina a urmat studii de actorie la Conservatorul din București, la clasa profesoarei Maria Filotti, fiind colegă de generație cu Raluca Zamfirescu, Irina Răchițeanu și Eugenia Bădulescu. A fost actriță la Teatrul Mic din București. Corina  a fost căsătorită cu medicul Mihai Pavelescu. Este mama actriței Ioana Pavelescu. A fost bună prietenă cu Petre Țuțea, Liviu Ciulei, Clody Berthola și Jenny Acterian. Era sora violonistului Mihai Constantinescu și cumnata pictorului Paul Gherasim.

## Distincții
- Ordinul Muncii clasa a II-a (26 august 1954) „pentru merite deosebite în realizarea filmelor «Nepoții Gornistului» și «Răsare soarele» (Nepoții Gornistului seria a II-a)”[3]

## Filmografie
- Nepoții gornistului (1953) - Stanca Dorobantu
- Răsare soarele (1954) - Stanca Dorobantu
- Pe răspunderea mea (1956)
- Puștiul (1962) - mama lui Dan
- Străinul (1964) - Ana Sabin, mama lui Andrei
- Comoara din Vadul Vechi (1964) - Maria, sora lui Prisac
- Amintiri din copilărie (1965) - Smaranda Creangă
- Cine va deschide usa (1967)
- Tinerețe fără bătrînețe (1969)
- Cine va deschide ușa? (1972) - Mama
- Tănase Scatiu (1976) - Sofia
- Accident (1977) - mama lui Cuceanu
- Pentru patrie (1978)
- Calculatorul mărturisește (1982)
- Acțiunea „Zuzuc” (1984)
- Promisiuni (1985)
- O vară cu Mara (1989)
- 18:36 (2003) - scurtmetraj
- Daria, iubirea mea (2006) - Elvira